# Pacto de Biak-na-Bato

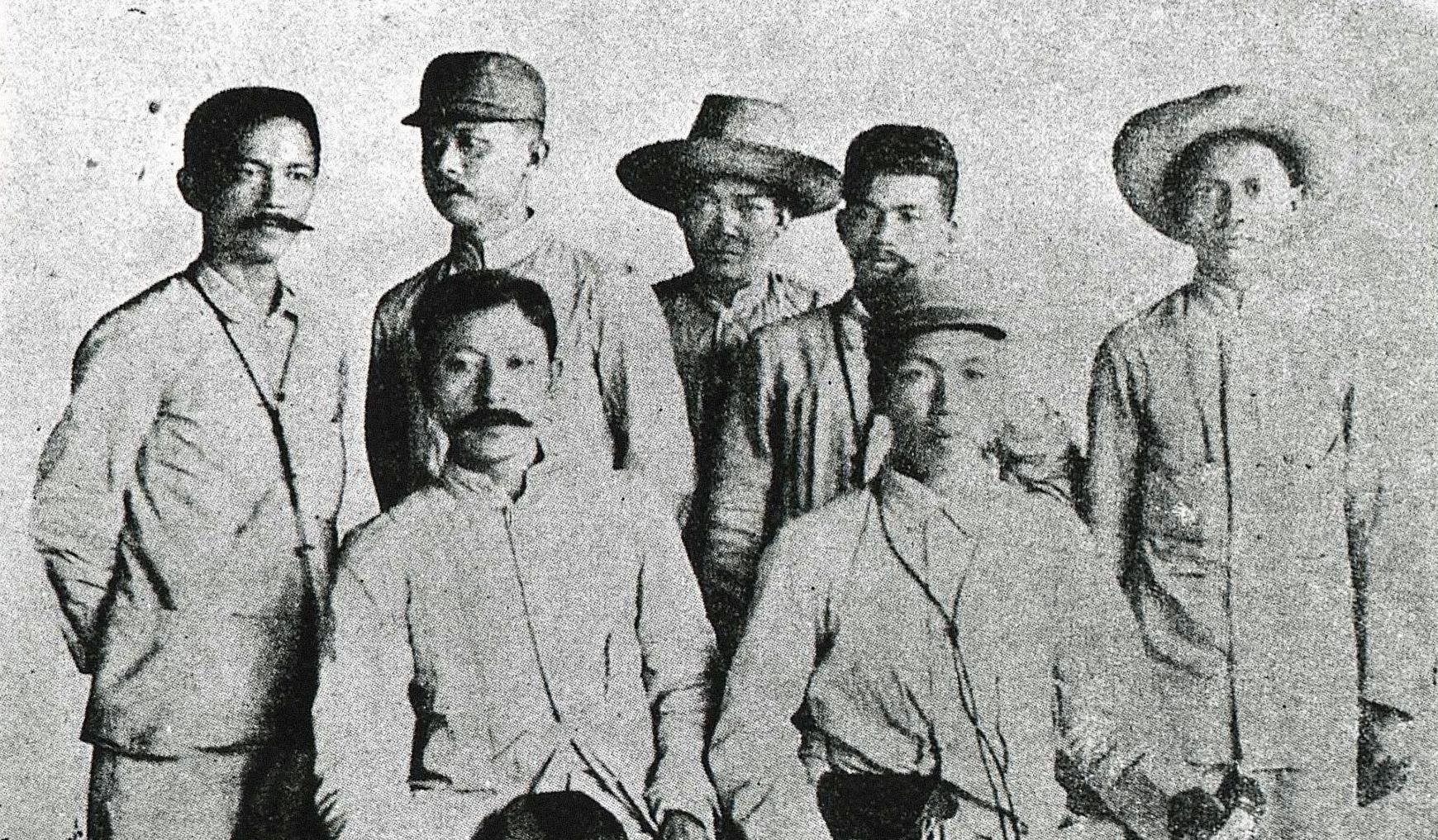
Aguinaldo e seus companheiros

Pacto de Biak-na-Bato, assinado em 14 de dezembro de 1897, criou uma trégua entre o Governador-Geral espanhol Fernando Primo de Rivera e o líder revolucionário Emilio Aguinaldo para encerrar a Revolução Filipina. Aguinaldo e seus companheiros revolucionários seriam anistiados e receberiam uma indenização monetária por parte do governo espanhol e em troca o governo revolucionário partiria para o exílio em Hong Kong. Aguinaldo havia decidido usar o dinheiro para comprar armas de fogo avançadas e munições mais tarde no retorno ao arquipélago:49:232.
O pacto foi assinado em San Miguel, Bulacan, na casa de Pablo Tecson, um capitão revolucionário filipino que serviu como o brigadeiro-general na "Brigada Del Pilar" (tropa militar) do general Gregorio del Pilar durante a Revolução.